# Walter Günthart

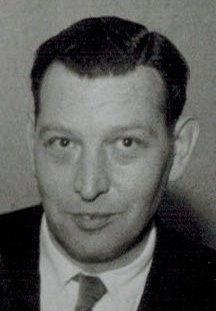
Walter Günthart

Walter Günthart, auch Walter Günthard, eigene Schreibweise immer Walter Günthardt (* 1. Juni 1911 in Zürich; † 3. August 1971 ebenda), war ein Schweizer Gewerkschafter und Politiker.

## Leben
Günthart wurde als Sohn eines Maurers in der Stadt Zürich geboren. Nach dem frühen Tod der Mutter während der Grippeepidemie 1918 (Spanische Grippe) wuchs er im Erziehungsheim Schillingsrain (Liestal, Baselland) und ab 1925, nach Intervention des Zürcher Amtsvormundes Heinrich Meili, bei einer Pflegefamilie in Winterthur auf. 1927–30 machte er eine Schreinerlehre in Pratteln (Baselland). Dann kehrte er nach Zürich zurück und absolvierte bald darauf die Sanitätsrekrutenschule in Basel.
Wieder in Zürich, schlug er sich mit Gelegenheitsarbeiten durch. Der Versuch, sich 1933/34 mit einer privaten Wachgesellschaft zu etablieren, scheiterte ebenso wie der später gefasste Plan, nach Korsika auszuwandern.
1936 gewährte Günthardt dem aus Nazi-Deutschland in die Schweiz geflohenen Schriftsteller und nachmaligen Spanienkämpfer Ludwig Renn während einiger Wochen Unterschlupf in seiner Wohnung. Mitte August 1936 versuchte der arbeitslose Günthardt mit einer Gruppe weiterer Zürcher als Spanienfreiwilliger nach Paris zu gelangen, um die demokratisch gewählte republikanische Regierung in ihrem Kampf gegen die Faschisten zu unterstützen, wurde aber bereits an der Grenze in Basel abgefangen. Während des Zweiten Weltkriegs leistete er Dienst als Sanitätssoldat und machte eine Zusatzausbildung als Parkettleger.
Günthart engagierte sich früh in der antifaschistischen Arbeiterbewegung. Ab 1936 war er Mitglied des Verbandes der Handels-, Transport- und Lebensmittelarbeiter (VHTL), bevor er 1944 in den Schweizerischen Bau- und Holzarbeiterverband SBHV (heute Unia), Sektion Zürich Holzarbeiter, übertrat. 1946 wurde er Sektionsvorstand und zwei Jahre später Sektionspräsident. Dieses Amt übte er von 1948 bis 1953 aus. Bereits vor dem Zweiten Weltkrieg war Günthart Mitglied der Kommunistischen Partei Zürich. 1944 gehörte er zu den Gründungsmitgliedern der Partei der Arbeit (PdA), als deren Vertreter er von 1947 bis 1954 als Gemeinderat in Zürich amtete. Über den Jahreswechsel 1950/51 unternahm er mit einer Delegation der Gruppe «Gesellschaft Schweiz-Sowjetunion» eine Reise in die Sowjetunion. Die Reise, die unter der Leitung Konrad Farners stand, löste in der Schweiz heftige Reaktionen aus. Nach dem «Ungarnaufstand» und der Invasion der Sowjetarmee trat er am 4. November 1956 aus der Partei aus, war aber nach wie vor gewerkschaftlich aktiv.
Von 1956 bis 1958 war Günthart erneut Sektionsvorstand des SBHV, davon zwei Jahre als Vize-Präsident, von 1956 bis 1960 Gruppenvorstand Berufsgruppe Parkettleger, davon zwei Jahre als deren Obmann und ein Jahr als Vice-Obmann. Von 1953 bis 1959 wurden seine Aktivitäten vom Schweizerischen Staatsschutz beobachtet und fichiert.
Ab 1958  war er Aktivmitglied des Jodelclubs Schwyzerhüsli. Zu den Höhepunkten seiner elfjährigen Amtszeit als Präsident  gehörte eine dreiwöchige Konzertreise durch Kalifornien (USA) im Jahr 1969.
Wirtschaftliche Krisen und politisches Engagement führten dazu, dass Günthart zeitlebens keine längerfristig gesicherte Anstellung fand. Dazu kamen immer wieder gesundheitliche Probleme, denen er schliesslich 60-jährig erlag.
Geprägt durch die Erfahrungen seiner eigenen Kindheit und Jugend, galt Walter Güntharts primäres Engagement der Förderung der Jugend. Schwerpunkte seines gesellschaftspolitischen Engagements waren der Kampf um die Sozialversicherung, Zugang zur Bildung für alle und gerechte Löhne.
Die Germanistin Romy Günthart ist seine Enkelin.